# Baltic Cable
Le Baltic Cable est une installation à courant continu à haute tension sous la mer Baltique, réalisant l'interconnexion des réseaux électriques allemands et suédois.
Il utilise une tension de 450 kV, la plus haute tension en usage en Allemagne. Long de 250 km, c'était la seconde liaison la plus longue au monde  jusqu'à ce que Basslink entre en service en 2006. C'est un système monopolaire avec une puissance de 600 MW. La liaison est devenue opérationnelle en décembre 1994.

## Trajet
Le cheminement du Baltic Cable commence en Allemagne à la station de conversion de Lübeck-Herrenwyk, située sur le site d'une ancienne centrale électrique. Il traverse la rivière Trave dans un conduit de 6 m sous la rivière et continue ensuite sa route comme un câble sous-marin posé sur le côté est de cette rivière. Après avoir traversé la péninsule de Priwall le câble chemine d'abord parallèlement à la côte de Mecklembourg-Poméranie-Occidentale, pour tourner derrière Rostock vers le nord-est en direction de la Suède.
À partir du point sur la côte sud de la Suède où il atteint la terre ferme, le Baltic Cable chemine encore 5 km sous terre. Les 12 derniers des 262 km du Baltic Cable prennent la forme d'une ligne à haute tension suspendue à 40 pylônes jusqu'à la station de conversion de Kruseberg, terme de la ligne.

## Exploitation
Comme la ligne aérienne peut générer des interférences radioélectriques, un filtre actif de puissance à haute efficacité est installé à la station de conversion de Kruseberg. Un tel système n'est pas nécessaire à la station de conversion de Lübeck-Herrenwyk car il n'y a pas de ligne aérienne du côté allemand de la Baltique.
Le câble ne peut pas opérer au niveau de transmission maximum de 600 MW parce que la ligne 380 kV qui débute à la station de conversion de Lübeck-Herrenwyk se termine à la sous-station de Lübeck-Siems. De là, la puissance transite sur des lignes 220 kV et 110 kV, ce qui réduit le niveau de transmission et augmente les pertes de la transmission.

## Extension future
Des deux lignes 380 kV projetées jusqu'à Lübeck (depuis la centrale nucléaire de Krümmel jusqu'à Lübeck-Siems et depuis la sous-station de Schwerin jusqu'à Lübeck-Herrenwyk), la ligne entre Krümmel et Lübeck-Siems a été annulée selon les porte-parole de E.ON AG.
Il y a toujours une option de construction d'une ligne 380 kV depuis Lübeck jusqu'à une autre sous-station 380 kV en Schleswig-Holstein, Hambourg ou Basse-Saxe. La construction de la ligne entre Lübeck-Herrenwyk et Schwerin ne progresse pas en raison de l'opposition des écologistes.
Un transmission de 600 MW est possible via une nouvelle ligne 220 kV et un compensateur statique d'énergie réactive à Lübeck-Siems depuis décembre 2004.